# 福井県道179号淵上志比口線
福井県道179号淵上志比口線（ふくいけんどう179号 ふちのうえしひぐちせん）は福井県福井市に終始する一般県道同士を結ぶ一般県道である。

## 路線概要
市街地東部を南北に走り、他の県道と合わせて福井市の交通を包括的に担う県道である。広域で見ると国道8号と並行して走る路線であるため、この国道が何らかの理由で通行不能となった場合の迂回路としての役割も担っている。市街地よりやや外れたところは走っているので、混雑が避けられ市内の渋滞緩和に一役買っている道路である。

### 路線データ
- 起点：福井県福井市板垣
- 終点：同市志比口

## 道路状況
全線板垣橋通りという別名で呼ばれており、福井市内の重要な路線と位置付けられている。また市内を東西に走る路線とほぼすべて接続しており、連絡路として部分的に使われることも多い。結果として渋滞が起こるほどの混雑がおきることは少ないが、交差点付近でやや時間を食うことが多くなる路線である。道路は片側一車線であるため、他の2車線の路線に比べ交通量は少ないが、車両の往来は途切れることはない利用度の高い路線である。

## 別名
- 板垣橋通り（福井市）

## 接続路線
- 福井県道178号篠尾出作線（福井市勝見三丁目、起点）
- 福井県道116号徳光福井線（福井市勝見三丁目）
- 福井県道・石川県道5号福井加賀線（福井市西方一丁目・御幸交差点）
- 福井県道114号吉野福井線（福井市日之出五丁目・四ツ井交差点）
- 福井県道128号福井停車場米松線（福井市志比口三丁目・志比口交差点、終点）

## 沿線
- 福井県立高志中学校・高等学校
- 福井県立病院